# Miriam Lexmann
Miriam Lexmann (ur. 2 grudnia 1972 w Bratysławie) – słowacka polityk, specjalistka w zakresie polityki międzynarodowej, dyrektor europejskiego biura International Republican Institute, posłanka do Parlamentu Europejskiego IX i X kadencji.

## Życiorys
W 1999 uzyskała magisterium na Uniwersytecie Komeńskiego w Bratysławie; ukończyła filozofię oraz filologię angielską. W czasach studenckich współtworzyła chadecką młodzieżówkę KDMS.
Pracowała w strukturze Rady Europy i Parlamentu Europejskiego. Była specjalnym stałym przedstawicielem słowackiej Rady Narodowej przy PE i instytucjach UE. Później została dyrektorem europejskiego biura International Republican Institute. Weszła w skład zarządu fundacji Nadácia Antona Tunegu. Doradzała projektowi akademickiemu tworzonemu przez dwa brytyjskie uniwersytety.
Dołączyła do Ruchu Chrześcijańsko-Demokratycznego, została doradczynią partii w zakresie polityki zagranicznej i europejskiej. W wyborach w 2019 kandydowała na deputowaną do PE IX kadencji. Uzyskała mandat poselski, jednak jego objęcie zostało zawieszone do czasu brexitu. W PE IX kadencji ostatecznie zasiadła w lutym 2020. W 2024 z powodzeniem ubiegała się o reelekcję.
W 2020 jej mężem został polityk Milan Majerský.